# Gia Tân 2
Gia Tân 2 là một xã thuộc huyện Thống Nhất, tỉnh Đồng Nai, Việt Nam.
Xã Gia Tân 2 có diện tích 14,52 km², dân số năm 1999 là 12.049 người, mật độ dân số đạt 830 người/km².

## Hành chính
Xã Gia Tân 2 được chia thành 5 ấp: Đức Long 1, Đức Long 2, Đức Long 3, Bạch Lâm 1, Bạch Lâm 2.